# 超技練習曲第10首

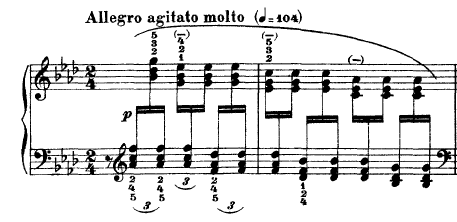
第10號超技练习曲的前兩個小節

F小调第十首超技練習曲“Allegro agitato molto”是費倫茨·李斯特十二首超技練習曲中的第十首。偶爾使用的替代标题“Appassionata（熱情）”并非由李斯特给出的標題或授權，而是由费鲁吉奥·布索尼在早期版本中提供。
左手的段落比较困难，而右手演奏的旋律大多是八度。其他困难包括狭窄的空间（双手经常靠在一起）、左手琶音段落工作、多节奏中的复杂图形以及右手仅使用拇指、无名指和无名指快速地在键盘上上升。
這首练习曲为奏鸣曲式，第二主題为降E小調，尾声為最激動的地方。高潮发生在乐曲最柔和的部分之后，為连续演奏21個八度D♭，节奏变化和左手的快速琶音不断改变主题。1837年版本的尾声是仿照贝多芬的“热情”奏鸣曲终曲中的尾声而设计的。
莫斯科古典钢琴家艾夫根尼·紀新于1994年在洛杉矶的多萝西·钱德勒大厅表演他对《超技練習曲第10號》的演奏而一舉成名。紀新在他整個演奏生涯中不斷的演奏李斯特的作品。
拔萃书院校友Liam Pitcher于2011年赢得勒斯滕贝格钢琴节表演《超技練習曲第10號》。
韩国钢琴家趙成珍（2015年肖邦国际钢琴比赛金牌获得者）于2018年10月在華特·迪士尼音樂廳首次在洛杉矶演奏《超技练习曲第10号》。